# Nordsee
«Nordsee» — крупная немецкая сеть кафе общественного питания, специализирующихся на блюдах из рыбы. Первый ресторан был открыт в 1896 году в Бремене. Изначально это было что-то подобное магазину морепродуктов для жителей города. В 1964 году компания впервые стала предлагать готовые блюда из рыбы в дополнение к сырым морепродуктам. Этот ход привёл к такой популярности, что в течение следующих двух лет были открыты 300 ресторанов Nordsee.
Рестораны «Nordsee» обычно расположены в торговых центрах или вблизи аэропортов и железнодорожных вокзалов. Компания специализируется в первую очередь на Германии и Австрии, но её филиалы также открыты в Чехии, Румынии, Словакии, Швейцарии, Венгрии, Кипре, Дубае, Египте, Болгарии и Турции. В 2011 году первый рыбный ресторан NordSee открылся в России, в г. Санкт-Петербург.
По состоянию на 2007 год в одной только Европе было открыто около 400 ресторанов данной франшизы.